# Muhammad Roby
Muhammad Roby (sinh ngày 12 tháng 9 năm 1985) hay thường gọi M. Roby là một cầu thủ bóng đá người Indonesia hiện tại thi đấu cho câu lạc bộ tại Liga 1 PSMS Medan. He competed in the 2007 Sea Games ở Nakhon Ratchasima, Thái Lan. Năm 2010, anh thi đấu cho the Đội tuyển bóng đá quốc gia Indonesia ở vòng loại Cúp bóng đá châu Á.

## Sự nghiệp câu lạc bộ
Ngày 1 tháng 12 năm 2014, anh chuyển đến PS Barito Putera.

## Danh hiệu

### Quốc gia
Indonesia
Vô địch
- Indonesian Independence Cup: 2008

### Cá nhân
Persisam Putra Samarinda
- Cầu thủ xuất sắc nhất Indonesian Inter Island Cup: 2012

## Bàn thắng quốc tế
| # | Thời gian           | Địa điểm                                   | Đối thủ     | Bàn thắng | Kết quả | Giải đấu |
| - | ------------------- | ------------------------------------------ | ----------- | --------- | ------- | -------- |
| 1 | 14 tháng 8 năm 2013 | Sân vận động Manahan, Surakarta, Indonesia | Philippines | 2-0       | 2–0     | Giao hữu |